# Sugar Ray Robinson
Walker Smith Jr. (Ailey, 3 de maio de 1921 - Culver City, 12 de abril de 1989), mais conhecido como Sugar Ray Robinson, foi um pugilista estadunidense. Esteve ativo entre as décadas de 1940 e 1950. Foi incorporado ao Salão da Fama do Boxe em 1990.
Como boxeador amador conseguiu um recorde de 85 vitórias, sendo 69 por nocaute e 40 destas terminaram no primeiro round. Em 1940 já era profissional na idade de 19 anos, e em 1951 já detinha um recorde de 128 vitórias e apenas uma derrota (diante de Jake LaMotta), com 84 nocauts. Manteve seu título mundial de 1946 até 1951 e ganhou o título de peso-médio, também em 1951. Sua única derrota foi para Jake LaMotta, a quem venceu cinco vezes.
Walker foi considerado o maior boxeador de todos os tempos pela ESPN.
Robinson foi 85-0 como amador com 69 dessas vitórias que vem sob a forma de nocaute, 40 no primeiro assalto. Ele se tornou profissional em 1940 na idade de 19 e em 1951 teve um registro profissional de 128-1-2, com 84 nocautes. Robinson deteve o título mundial peso meio-médio de 1946 a 1951, e ganhou o título mundial dos médios no ano posterior. Ele se aposentou em 1952, apenas para voltar dois anos e meio depois e recuperar o título dos médios em 1955. Ele então se tornou o primeiro pugilista a vencer um campeonato mundial da divisão por cinco vezes, ele realizou uma façanha ao derrotar Carmen Basilio em 1958 para recuperar o título dos médios. Robinson foi nomeado o "lutador do ano" duas vezes: primeiro por suas atuações em 1942, então com nove anos e mais de 90 lutas mais tarde, pelos seus esforços em 1951. Derrotou pugilistas presentes no Hall da Fama, como Jake LaMotta, Carmen Basilio, Gene Fullmer, Carl 'Bobo' Olson, Henry Armstrong Rocky Graziano e Kid Gavilan. Robinson lutou 200 vezes como profissional, e sua carreira durou quase 26 anos.
Robinson foi eleito o maior lutador do século XX pelo Associated Press, e o maior pugilista da história pela ESPN.com em 2007. The Ring revista nominal, o elegeu melhor lutador peso-por-peso de todos os tempos, em 1997, e "lutador da década" (anos 50). Rodrigues classificou como o maior pugilista de todos os tempos. Outros boxeadores do Hall da Fama, como Joe Louis,  Sugar Ray Leonard e Muhammad Ali disseram a mesma coisa.
Conhecido pelo seu estilo de vida extravagante fora do ringue, Robinson é creditado como sendo o criador da moderna "comitiva" esportiva, isto é, o time de apoio dos atletas de alto nível. Após a sua carreira de boxe terminou, Robinson tentou uma carreira como artista, mas lutou e viveu modestamente até sua morte em 1989. Em 2006, ele participou de um selo comemorativo pela United States Postal Service.